# Campeonato nacional de Estados Unidos 1882
Lista de los campeones del Campeonato nacional de Estados Unidos de 1882:

## Senior

### Individuales masculinos
Richard Sears vence a  Clarence M. Clark, 6–1, 6–4, 6–0

### Dobles masculinos
Richard Sears /  James Dwight vencen a  Crawford Nightingale /  George Smith,  6–2, 6–4, 6–4
| Predecesor: 1881                         | Campeonato nacional de Estados Unidos 1882 | Sucesor: 1883                         |
| Predecesor: Campeonato de Wimbledon 1882 | Grand Slam 1882                            | Sucesor: Campeonato de Wimbledon 1883 |

- Datos: Q2620501